# Pseudophilautus oxyrhynchus
Pseudophilautus oxyrhynchus là một loài ếch đã tuyệt chủng trong họ Rhacophoridae. Chúng là loài đặc hữu của Sri Lanka.